# Баленда, Карла
Карла Баленда (англ. Carla Balenda), имя при рождении Сэлли Блисс (англ.  Sally Bliss; род. 22 ноября 1925 года) — американская актриса кино и телевидения, наиболее известная ролями в фильмах 1950-х годов.
Наиболее значимыми фильмами в карьере Баленды были «Выследить человека» (1950), «Запечатанный груз» (1951), «Рука с хлыстом» (1951), «Скорость, которая будоражит» (1952), «Женщины-преступницы» (1952) и «Принц пиратов» (1953). В дальнейшем она перешла на телевидение, где играла постоянные роли в сериалах «Шоу Микки Руни» (1954—1955), «Приключения доктора Фу Манчу» (1956) и «Лесси» (1958—1963).

## Ранние годы жизни
Карла Баленда, имя при рождении Сэлли Блисс, родилась 22 ноября 1925 года в Картидже, Нью-Йорк в семье учителя старших классов. В 1927 году семья переехала в Эмитивилл, а затем в Болдвин на Лонг-Айленде, где с 14 лет Сэлли стала играть в школьных театральных постановках. После первых успехов она поступила в школу актёрского мастерства в Род-Айленде, а также стала выступать в спектаклях летнего театра.
Миллиардер и киномагнат Говард Хьюз, увидев на обложке журнала фотографию 17-летней Сэлли, пригласил её в Голливуд, где студия Хьюза подписала с ней контракт.

## Карьера в кинематографе
Как написал историк кино Эверетт Аакер, «в течение нескольких лет Хьюз держал актрису на контракте, но практически не давал ей работы. Пообещав сделать её звездой, Хьюз так и не дал актрисе серьёзных ролей». В 1944 году она была отправлена на студию Columbia Pictures, где сыграла в пяти низкобюджетных фильмах студии — музыкальном вестерне «Свинг в седле» (1944), музыкальных комедиях «Познакомьтесь с мисс Бобби Сокс» (1944), «Танцы на Манхэттене» (1944) и «Сэлли была леди» (1945), а также вестерне «Скотокрады Бэдлендс» (1945). В этих фильмах Баленда была указана в титрах как Сэлли Блисс, но затем она сменила имя на Карла Баленда. Как объяснила сама актриса: «Сэлли Блисс — это слишком нежно. А я совсем не нежная. Такое имя припечатало бы меня, вероятно, на роли инженю — а я совсем не того плана».
Разочарованная работой на Columbia, Баленда «в конце концов, взбунтовалась, после чего Хьюз дал ей роли в нескольких фильмах на своей студии RKO Pictures» . Первой картиной Баленды на RKO стал нуаровый детектив «Выследить человека» (1950), где главному герою, адвокату (Гиг Янг) нужно найти семерых свидетелей по делу об убийстве двенадцатилетней давности. Одним из свидетелей оказывается психически больная героиня Баленды, появление которой в суде позволяет разоблачить истинного убийцу. Кинокритик Хэл Эриксон назвал весь актёрский состав фильма «раем для поклонников кино», среди прочих особо отметив Карлу Баленду.
Затем последовала крупнобюджетная военная мелодрама RKO «Запечатанный груз» (1943) с Дэной Эндрюсом и Клодом Рейнсом, которая, по словам Баленды, стала её любимой картиной. В этом фильме актриса сыграла главную женскую роль девушки, которая оказывается на борту канадской рыболовецкой шхуны в тот момент, когда она обнаруживает корабль, снабжающий немецкие подводные лодки торпедами. По мнению кинокритика Крейга Батлера игра Баленды в этом фильме была «не более чем удовлетворительна», однако во много это связано с тем, что её образ плохо прописан в сценарии.
Третьей заметной картиной Баленды на RKO стал шпионский фильм нуар «Рука с хлыстом» (1951), где она сыграла главную роль незамужней сестры доктора небольшого городка в Миннесоте, которая вместе с нью-йоркским журналистом (Эллиотт Рид) разоблачает план коммунистов по заражению пресной воды в местном водоёме. Отметив очевидную антикоммунистическую паранойю фильма, характерную для периода маккартизма, TV Guide тем не менее указал, что благодаря «мастерству режиссёра Мензиса удалось превратить этот дряхлый материал в достойную картину». Тем не менее, фильм неудачно прошёл в прокате и принёс крупный убыток.
В романтическом экшне RKO «Скорость, которая возбуждает» (1952) Баленда сыграла главную женскую роль журналистки, освещающей мотоциклетные гонки, которая должна выбирать между двумя ведущими гонщиками, претендующими на её сердце. Как отметили критики, это редкий фильм того времени о мотоциклах, и «своими гоночными сценами может понравиться байкерам».
Как отмечает Аакер, к сожалению, «ни одна из этих ролей так и не обеспечила ей карьерный подъём», и Баленда ушла со студии. Её первой картиной за пределами RKO стал независимый феминистский вестерн «Женщины-преступницы» (1952), который рассказывал о городке на Диком Западе, власть в котором принадлежит женщинам. По словам критика Дениса Шварца, несмотря на достаточно сильный актёрский состав, фильм плохо поставлен, тем не менее, «он забавен и заслуживает просмотра благодаря своей необычности и игре Мэри Виндзор в главной роли».
В 1953 году Баленда сыграла одну из двух главных женских ролей испанской принцессы Марии в независимой приключенческой ленте «Принц пиратов» (1953), действие которой происходит в Нидерландах середины 16-го века. Последним фильмом Баленды, где она сыграла главную женскую роль, стал малозначимый вестерн студии Republic Pictures «Конь-призрак» (1954). После этого фильма Баленда переориентировалась на телевидение. Последний раз она появилась на большом экране двенадцать лет спустя в фантастическом триллере «Вторые» (1966), сыграв эпизодическую роль медсестры.

## Карьера на телевидении
Как отметила в своей статье в The Paris News журналистка Лидия Лейн, «у Баленды были контракты с RKO Pictures и Columbia Pictures, но её карьера по-настоящему пошла в гору лишь в 1954 году, когда её выбрали на роль возлюбленной Микки Руни в его телешоу». В общей сложности в период 1954—1955 годов Баленда сыграла в 18 эпизодах ситкома «Шоу Микки Руни». Затем последовал фантастический сериал «Приключения доктора Фу Манчу» (1956), в 13 эпизодах которого Баленда играла главную женскую роль медицинской сестры, которая вместе со своим боссом, генеральным хирургом, а также агентом секретной службы ведёт борьбу с доктором Фу Манчу, который стремится к мировому господству. Третьей крупной работой Баленды на телевидении стал семейный сериал «Лесси» (1958—1963), в 16 эпизодах которого она исполняла роль учительницы мисс Хэзлитт.
Баленда также была приглашённой звездой отдельных эпизодов почти двадцати различных сериалов, среди них «Театр „Шеврон“» (1953), «Утренний театр» (1955), «Настоящие Маккой» (1958), «Бунтарь» (1961), «Перри Мейсон» (1962) и «Караван повозок» (1963).

## Личная жизнь
В 1943 году 18-летняя Баленда вышла замуж за ветерана Второй мировой войны, военного лётчика Джона Мартина. Их брак продлился 15 лет, в котором у них родилось двое сыновей. В 1957 году Карла Баленда вернула себе девичье имя Сэлли Блисс.
В 1964 году она повторно вышла замуж за авторитетного калифорнийского адвоката и писателя Уильяма Раттера. В 1965 году по настоянию мужа Баленда завершила актёрскую карьеру, чтобы заниматься семьёй и детьми. Она также участвовала в общественной жизни и занималась благотворительностью.
После смерти мужа в 2012 году она жила под именем Сэлли Б. Раттер в Энсино, Калифорния. Помимо двух сыновей у неё было 13 внуков и 6 правнуков.

## Смерть
Карла Баленда скончалась в больнице Дома для работников кино и телевидения в Лос-Анджелесе 9 апреля 2024 года в возрасте 98 лет.

## Фильмография
| Год       |   | Русское название                | Оригинальное название           | Роль                                                           |
| --------- | - | ------------------------------- | ------------------------------- | -------------------------------------------------------------- |
| 1944      | ф | Свинг в седле                   | Swing in the Saddle             | Джуди Бэйлисс (в титрах указана как Сэлли Блисс)               |
| 1944      | ф | Танцы на Манхэттене             | Dancing in Manhattan            | Билли (в титрах указана как Сэлли Блисс)                       |
| 1944      | ф | Познакомьтесь с мисс Бобби Сокс | Meet Miss Bobby Socks           | Пиллоу (в титрах не указана)                                   |
| 1945      | ф | Иди была леди                   | Eadie Was a Lady                | Дорис (в титрах указана как Сэлли Блисс)                       |
| 1945      | ф | Скотокрады Бэдлендс             | Rustlers of the Badlands        | Сэлли Бойлстон (в титрах указана как Сэлли Блисс)              |
| 1950      | ф | Выследить человека              | Hunt the Man Down               | Ролин Вуд                                                      |
| 1951      | ф | Запечатанный груз               | Sealed Cargo                    | Маргарет Маклин                                                |
| 1951      | ф | Рука с хлыстом                  | The Whip Hand                   | Джанет Келлер                                                  |
| 1952      | ф | Скорость, которая возбуждает    | The Pace That Thrills           | Ив Дрейк                                                       |
| 1952      | ф | Женщины-преступницы             | Outlaw Women                    | Бет Лараби                                                     |
| 1953      | ф | Принц пиратов                   | Prince of Pirates               | принцесса Мария                                                |
| 1953      | с | Театр «Шеврон»                  | Chevron Theatre                 | (1 эпизод)                                                     |
| 1954      | ф | Конь-призрак                    | Phantom Stallion                | Клэр                                                           |
| 1954      | с | Твоя любимая история            | Your Favorite Story             | (1 эпизод)                                                     |
| 1954—1955 | с | Шоу Микки Руни                  | The Mickey Rooney Show          | Патриция Харди (20 эпизодов)                                   |
| 1955      | с | Выбор народа                    | The People's Choice             | Джейн Картер (1 эпизод)                                        |
| 1955      | с | Утренний театр                  | Matinee Theatre                 | (1 эпизод)                                                     |
| 1956      | с | Приключения доктора Фу Манчу    | The Adventures of Dr. Fu Manchu | Бетти Леонард (13 эпизодов)                                    |
| 1957      | с | Серый призрак                   | The Gray Ghost                  | Кристин (1 эпизод)                                             |
| 1958      | с | Свидание с ангелами             | Date with the Angels            | Вивиан (1 эпизод) (в титрах указана как Сэлли Блисс)           |
| 1958      | с | Настоящие Маккой                | The Real McCoys                 | миссис Стрикланд (1 эпизод) (в титрах указана как Сэлли Блисс) |
| 1958—1963 | с | Лэсси                           | Lassie                          | мисс Хэзлит (16 эпизодов) (в титрах указана как Сэлли Блисс)   |
| 1960      | с | Люди в космосе                  | Men Into Space                  | доктор Эллис Роу (1 эпизод) (в титрах указана как Сэлли Блисс) |
| 1961      | с | Бунтарь                         | The Rebel                       | Мэри Бишоп (1 эпизод) (в титрах указана как Сэлли Блисс)       |
| 1962      | с | 87-й участок                    | 87th Precinct                   | мисс Тилсон (1 эпизод) (в титрах указана как Сэлли Блисс)      |
| 1962      | с | Перри Мейсон                    | Perry Mason                     | Кей Маккензи (1 эпизод) (в титрах указана как Сэлли Блисс)     |
| 1963      | с | Караван повозок                 | Wagon Train                     | Марта Лидс (1 эпизод) (в титрах указана как Сэлли Блисс)       |
| 1966      | ф | Вторые                          | Seconds                         | медсестра в операционной (в титрах не указана)                 |